# Трение качения

## Понятие трения качения
Тре́ние каче́ния  — сопротивление движению, возникающее при перекатывании тел друг по другу т.е. сопротивление качению одного тела (катка) по поверхности другого, как правило, неподвижного (дорога, трос и пр.). Причина трения качения — деформация катка и опорной поверхности, а также силы адгезии, при которой нормальная реакция опоры смещается от центра тяжести тела в сторону качения. При этом возникает пара сил, создающая момент, направленный в сторону, противоположную качению и, таким образом, препятствующий качению. Качение колеса может происходить без проскальзывания в пятне контакта и с проскальзыванием ("пробуксовка"). При отсутствии проскальзывания в пятне контакта, возникает сила трения покоя, которая может принимать значения от 0 до некоторого предельного значения, которое является силой трения скольжения, что приводит к возникновению проскальзывания.
Силу трения покоя обычно называют силой сцепления, чтобы отличать от силы трения покоя, возникающей при контакте тел, не способных катиться. Сила сцепления может быть направлена как в сторону качения, так и в противоположную сторону. Сила сцепления при качении играет двоякую роль. Если сила сцепления направлена в сторону качения, она способствует перемещению центра колеса, но препятствует его качению. Если сила сцепления направлена противоположно движению, она препятствует перемещению центра колеса, но при этом способствует качению. Ниже это будет видно из математических выражений.
Величина силы сопротивления качения намного меньше силы трения скольжения. Это обстоятельство приводит к тому, что качение играет огромную роль в современной технике, в частности при перемещении тел в пространстве. Например, известны случаи в истории, когда многоэтажный дом перекатывали с одного места на другое, поставив на катки. Изобретение колеса и таким образом замена трения скольжения на трение качения является величайшим достижением цивилизации.
Следует заметить, что качение может возникнуть только на шероховатой поверхности. По гладкой поверхности качение невозможно.
Контактное напряжение в пятне приводит к упругому и/или пластическому деформированию тел, что влечёт микропроскальзывание поверхностей, пластическое течение в пятне контакта и вязкоупругий гистерезис. Как и адгезивное взаимодействие, все эти процессы термодинамически необратимы и ведут к потере энергии, т.е. вызывают сопротивление качению. При этом обычно предполагается, что катящееся тело (колесо) не осуществляет тяговую или тормозную функцию (например, колесо локомотива, разгоняющего состав или заторможенное колесо вагона), так как при этом возникают дополнительные потери на трение в пятне контакта, вызванные не только нормальным контактным напряжением, а ещё и касательным, т.е. под трением качения понимается чистое трение качения.
Проявляется, например, между элементами подшипников качения, между автомобильной шиной колеса автомобиля и дорожным полотном. В большинстве случаев величина трения качения гораздо меньше величины трения скольжения при прочих равных условиях, и потому качение является распространенным видом движения в технике. Трение качения возникает на границе двух тел, и поэтому оно классифицируется как вид внешнего трения.

## Математическое описание трения качения тела
Качение колеса может быть вызвано разными механическими усилиями. Например, к ведущему колесу машины, чтобы вызвать качение, прикладывается пара сил, создающая вращательный момент {\displaystyle M}. К ведомому колесу машины на его оси прикладывается сила тяги F. В общем случае любую совокупность механических усилий, приложенных к телу, можно заменить согласно теореме о приведении системы сил к простейшей одной силой (главный вектор системы сил) и одной парой сил (главный момент системы сил). Следует также заметить, что не всякая совокупность сил может вызвать качение колеса. Чтобы колесо начало катиться, необходимо активным усилием преодолеть возникающий момент трения качения.
Рассмотрим некоторые случаи возникновения трения качения у колеса под действием различных активных механических усилий. Во всех примерах предполагаем, что колесо имеет массу, т.е. инертность.

### Качение колеса под действием силы
Рассмотрим силовую схему колеса, к центру масс которого приложена активная сила вдоль линии качения. Будем считать что центр масс совпадает с центром колеса, и соответственно является и центром тяжести. Эта ситуация является характерной для ведомого колеса. В зависимости от величины силы колесо может находиться в равновесии, равномерном движении, неравномерном движении.

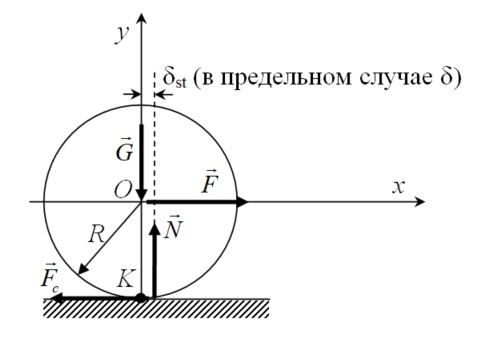
Рис. 1. Силовая схема равновесия колеса с учетом трения качения при действии активной силы

Рассмотрим случай равновесия колеса. На колесо, располагающееся на горизонтальной опоре, действует уравновешенная система сил (Рис. 1):
- активная сила  {\displaystyle {\vec {F}}} , пытающаяся привести тело в состояние качения и направленная вдоль опоры;
- {\displaystyle {\vec {G}}} — сила тяжести колеса;
- реакция шероховатой поверхности представленная двумя составляющими:  {\displaystyle {\vec {N}}} — нормальная составляющая реакции опоры (смещена в сторону качения на некоторое расстояние {\displaystyle \delta _{st}}) и {\displaystyle {\vec {F}}_{c}} — сила сцепления (горизонтальная составляющая реакции опоры).

Уравнения равновесия для данной системы сил имеют вид:
{\displaystyle x:F-F_{c}=0(1)} — сумма проекций сил на ось {\displaystyle x} равна 0;
{\displaystyle y:N-G=0(2)} — сумма проекций сил на ось {\displaystyle y} равна 0;
{\displaystyle M_{K}:F\cdot R-N\cdot \delta _{st}=0(3)} — сумма моментов всех сил относительно любой точки, например, {\displaystyle K}, равна 0.
Из этих уравнений мы видим, что при равновесии сила сцепления {\displaystyle {\vec {F}}_{c}} равна активной силе {\displaystyle {\vec {F}}}, нормальная реакция {\displaystyle {\vec {N}}} равна силе тяжести {\displaystyle {\vec {G}}}, а вращательный момент, который создает активная сила {\displaystyle {\vec {F}}}, уравновешивается моментом, возникающим за счет смещения силы {\displaystyle {\vec {N}}}.
Заметим, что если бы нормальная реакция не была бы смещена в сторону качения, то система сил не была бы уравновешена (не выполнялось бы уравнение моментов).
При увеличении активной силы {\displaystyle {\vec {F}}}, нормальная реакция {\displaystyle {\vec {N}}} продолжает смещаться в сторону качения, пока не достигнет некоторой предельной величины
{\displaystyle \delta } [м], при котором начнется качение. Величина {\displaystyle \delta } называется коэффициентом трения качения, а момент {\displaystyle M_{k}=N\cdot \delta } называется моментом трения качения. Уравнение предельного равновесия (а также равномерного качения) имеет вид:
{\displaystyle M_{K}:F\cdot R-N\cdot \delta =0(4)}
Выражение (4) может использоваться для определения минимальной силы {\displaystyle F_{min}}, при которой может начаться качение. Выражение (4) может использоваться для экспериментального определения коэффициента трения качения. Для этого надо прикрепить динамометр к центру колеса и измерить силу, при которой началось качение.
Если {\displaystyle F>F_{min}} , то колесо будет катиться неравномерно. В этом случае на основании основных теорем динамики механической системы (Бутенин, Тарг, Яблонский) уравнения движения колеса записываются в виде системы уравнений, которая в случае отсутствия проскальзывания имеет вид:
{\displaystyle x:m{\ddot {x}}=F-F_{c}(5)} — уравнение движения центра масс (тяжести) колеса по оси {\displaystyle x};
{\displaystyle y:0=N-G(6)} — по оси {\displaystyle y} перемещение центра колеса отсутствует;
{\displaystyle M_{O}:J_{z}{\ddot {\varphi }}=F_{c}\cdot R-N\cdot \delta (7)} — уравнение вращения колеса вокруг центра масс;
где
{\displaystyle x(t)} — закон движения центра колеса;
{\displaystyle \varphi (t)} — закон вращения колеса вокруг оси {\displaystyle z};
{\displaystyle J_{z}} — момент инерции колеса относительно оси {\displaystyle z}, проходящей через центр масс;
В случае отсутствия проскальзывания между функциями {\displaystyle x(t)} и {\displaystyle \varphi (t)} существует кинематическая связь
{\displaystyle x(t)=\varphi (t)\cdot R(8)}, которая верна также и для первой и второй производных функций.
В результате уравнения 5-8 представляют замкнутую систему алгебро-дифференциальных уравнений, из которых можно найти законы движения {\displaystyle x(t)}, {\displaystyle \varphi (t)}, а также неизвестные силы {\displaystyle {\vec {N}}} и {\displaystyle {\vec {F}}_{c}}. При этом надо помнить, что активная сила {\displaystyle {\vec {F}}} в общем случае может быть функцией, зависящей от времени и/или скорости центра, и/или координаты {\displaystyle x(t)}, а дифференциальные уравнения могут не иметь аналитического решения.

### Качение колеса под действием вращательного момента

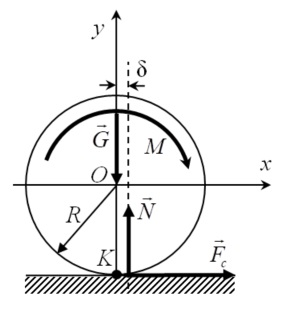
Рис. 2. Силовая схема качения колеса с учетом трения качения при действии активного вращательного момента (пары сил)

Рассмотрим силовую схему колеса при действии на него активной пары сил с моментом {\displaystyle M} (или, как принято говорить, активного вращательного момента {\displaystyle M}). В этом случае силовая схема имеет вид (Рис. 2).
- {\displaystyle M} —  вращательный момент;
- {\displaystyle {\vec {G}}} — сила тяжести колеса;
- реакция шероховатой поверхности представленная двумя составляющими:  {\displaystyle {\vec {N}}} — нормальная составляющая реакции опоры (в равновесии смещена в сторону качения на некоторое расстояние {\displaystyle \delta _{st}}, при качении смещена на предельное расстояние {\displaystyle \delta }) и {\displaystyle {\vec {F}}_{c}} — сила сцепления (горизонтальная составляющая реакции опоры).

Уравнения равновесия (равномерного движения) имею вид:
{\displaystyle x:F_{c}=0(9)} — сумма проекций сил на ось {\displaystyle x} равна 0;
{\displaystyle y:0=N-G(10)} — сумма проекций сил на ось {\displaystyle y} равна 0;
{\displaystyle M_{K}:0=M-F_{c}\cdot R-N\cdot \delta _{st}(11)} — сумма моментов всех сил относительно любой точки, например, {\displaystyle K}, равна 0;
Смысл этих равенств следующий. При равновесии под действием активного вращательного момента {\displaystyle M} нормальная реакция опоры {\displaystyle {\vec {N}}} смещается в сторону возможного качения на расстояние {\displaystyle \delta _{st}}, создавая с силой {\displaystyle {\vec {G}}} пару, уравновешивающую вращательный момент {\displaystyle M}. При этом сила сцепления {\displaystyle {\vec {F}}_{c}} равна нулю. Предельное равновесие (и равномерное качение) соответствует предельному смещению силы {\displaystyle {\vec {N}}} на расстояние {\displaystyle \delta }.
Если активный вращательный момент превышает момент трения качения, начинается неравномерное качение, при этом появляется сила сцепления, под действием которой согласно теореме о движении центра масс, перемещается центр колеса. Обратите внимание, что сила сцепления {\displaystyle {\vec {F}}_{c}} в этом случае направлена в сторону движения.
В этом случае движение колеса будет описываться системой алгебро-дифференциальных уравнений:
{\displaystyle x:m{\ddot {x}}=F_{c}(12)} —  уравнение движения центра масс (тяжести) колеса по оси {\displaystyle x};
{\displaystyle y:0=N-G(13)} — по оси {\displaystyle y} перемещение центра колеса отсутствует;
{\displaystyle M_{O}:J_{z}{\ddot {\varphi }}=M-F_{c}\cdot R-N\cdot \delta (14)} — уравнение вращения колеса вокруг центра масс.
Добавляя к уравнениям (12-14), уравнение кинематической связи (8) получим замкнутую систему уравнений, из которой можно найти все неизвестные величины  {\displaystyle x(t)}, {\displaystyle \varphi (t)}, {\displaystyle {\vec {N}}} и {\displaystyle {\vec {F}}_{c}}.
При движении автомашины активный вращательный момент прикладывается к ведущим колесам. Однако рассмотренный пример не полностью отражает силовую схему качения ведущего колеса автомашины.

### Качение под действием произвольной системы сил

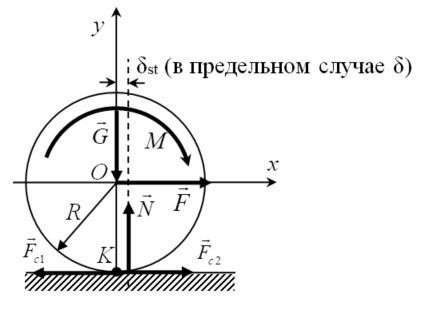
Рис. 3. Силовая схема качения колеса с учетом трения качения при действии произвольной системы активных сил

При действии на катящееся тело произвольной системы сил, они могут быть приведены, как было написано выше, к одной силе (главный вектор сил) и одной паре сил (главный момент) (Рис. 3). В этом случае будем считать, что
- {\displaystyle {\vec {F}}}  — горизонтальная составляющая главного вектора сил, пытающаяся привести тело в состояние качения и направленная вдоль линии качения;
- {\displaystyle {\vec {G}}} — вертикальная составляющая главного вектора сил (включая силу тяжести);
- {\displaystyle M} — главный момент системы сил;
- реакция шероховатой поверхности представленная двумя составляющими:  {\displaystyle {\vec {N}}} — нормальная составляющая реакции опоры (смещена в сторону качения на некоторое расстояние {\displaystyle \delta _{st}}) и {\displaystyle {\vec {F}}_{c1}} — сила сцепления, вызванная силой {\displaystyle {\vec {F}}} , {\displaystyle {\vec {F}}_{c2}}  — сила сцепления, вызванная парой сил {\displaystyle M}. Куда при этом направлена суммарная сила сцепления {\displaystyle {\vec {F}}_{c}}, предсказать зачастую невозможно, поэтому указывать ее можно в произвольном направлении. После ее вычисления для конкретных значений всех величин, можно будет определить, не только ее величину, но и направление.

Под действием произвольной системы сил колесо может как находиться в равновесии, так и катиться. Качение имеет место, если сумма моментов активных усилий больше, чем момент трения качения. Уравнения равновесия (движения) записываются аналогично приведенным выше (5-7, 12-14).

### Качение с проскальзыванием
Основный смысл качения состоит в том, что даже небольшими усилиями можно перекатить достаточно тяжелое тело. Так, водитель может откатить свою машину весом около 10 000 Н к обочине, если она сломалась в пути. Усилий обычного человека достаточно, чтобы перекатить железобетонное кольцо весом 7 500 Н. Силач, который заставляет катиться самолет, тоже преодолевает момент трения качения. При этом сила сцепления ему даже "помогает". А если поставить шкаф на катки, то перекатить его сможет даже домохозяйка. Поэтому основной математической моделью качения колеса является качение без проскальзывания при небольших механических усилиях.
Вместе с тем могут случаться ситуации, в которых приложенные активные механические усилия вызывают качение колеса с проскальзыванием. Например, многие видели, как лихач-автомобилист, нажав сильно педаль газа, трогается с места с пробуксовкой. При качении по достаточно гладкой поверхности, например, по льду, пробуксовка начинается даже при небольших усилиях.
При качении с проскальзыванием сила трения достигает своего максимального значения равного {\displaystyle F_{tr}=\mu N}, где {\displaystyle \mu } - коэффициент трения скольжения. Заметим, что в этом случае в пятне контакта колеса с дорогой скорости точек колеса не равны 0, и поэтому уравнение кинематической связи (8) не выполняется.

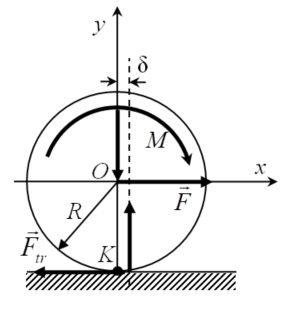
Рис. 4. Силовая схема качения колеса с учетом трения качения при действии произвольной системы активных сил при наличии проскальзывания

Силовая схема имеет вид, похожий на рис. 3 , только вместо силы сцепления действует сила трения скольжения, которая может быть направлена как по ходу движения, так и в противоположную сторону (Рис. 4).
Предположим, что сила трения скольжения направлена в сторону противоположную движению (Рис. 4). Тогда уравнения движения (равновесие в этом случае невозможно) для произвольной системы активных сил будут выглядеть так:
{\displaystyle x:m{\ddot {x}}=F-F_{tr}(15)} —  уравнение движения центра масс (тяжести) колеса по оси {\displaystyle x};
{\displaystyle y:0=N-G(16)} — по оси {\displaystyle y} перемещение центра колеса отсутствует;
{\displaystyle M_{O}:J_{z}{\ddot {\varphi }}=M-F_{tr}\cdot R-N\cdot \delta (17)} — уравнение вращения колеса вокруг центра масс;
Полученная система из трех уравнений (15-17) является замкнутой, т.к. содержит три неизвестные величины  {\displaystyle x(t)}, {\displaystyle \varphi (t)} и {\displaystyle {\vec {N}}}.
Ориентировочные значения коэффициента трения качения для автомобильной шины и различных типов дорожного покрытия.
| Дорожное покрытие и его состояние     | Коэффициент трения качения |
| Асфальтобетонное в отличном состоянии | 0,015-0,018                |
| То же в удовлетворительном состоянии  | 0,018-0,020                |
| Гравийное покрытие                    | 0,02-0,025                 |
| Булыжник                              | 0,035-0,045                |
| Грунтовая дорога, сухая               | 0,03-0,035                 |
| То же после дождя                     | 0,05-0,10                  |
| Песок сухой                           | 0,15-0,30                  |
| То же влажный                         | 0,08-0,10                  |
| Снежная дорога                        | 0,025-0,03                 |
| Лед                                   | 0,018-0,02                 |